# Costa do Sauípe

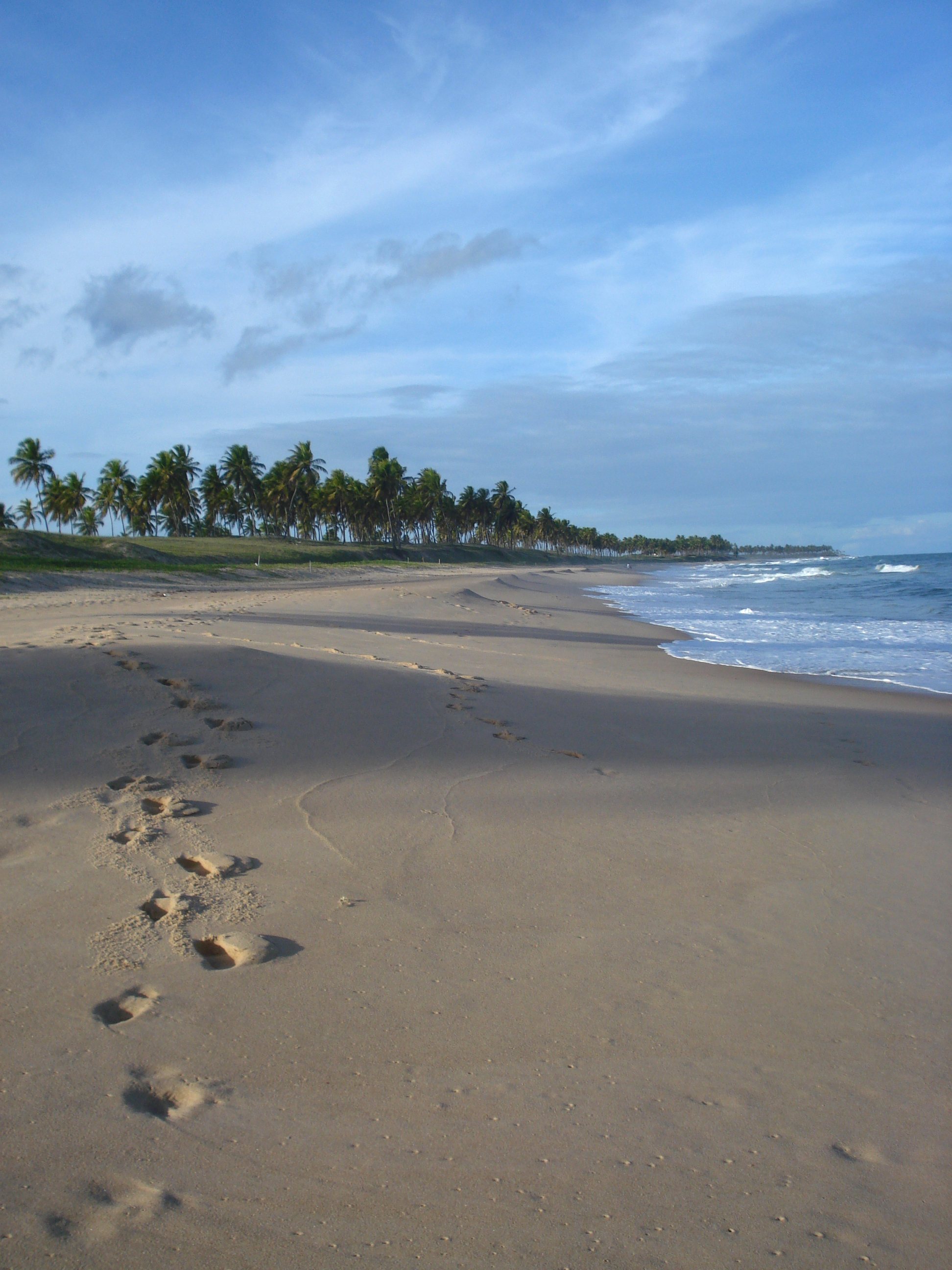
Strand an der Costa do Sauípe

Costa do Sauípe ist ein Tourismusresort im Distrikt Sauípe der brasilianischen Gemeinde (Munizip) Mata de São João. Es besteht aus fünf Hotels und der gleichen Anzahl Pousadas. Es liegt 76 Kilometer nördlich von Salvador da Bahia, Hauptstadt des Bundesstaates Bahia, ca. 1.565 km von Rio de Janeiro entfernt.
Das Resort ist von Kokospalmen umgeben. Fast die gesamte Ortsfläche wird von Hotels und Luxusimmobilien in Anspruch genommen. In Strandnähe befinden sich Fünf- und Viersternehotels, ein Spa-Zentrum und zahlreiche exklusive Geschäfte. Gastronomie, Pools und Sportanlagen sind auf eine zahlungskräftige Kundschaft ausgerichtet.
Es ist ganzjährig tropisch-warm mit einer durchschnittlichen Lufttemperatur von mehr als 28 °C. Die Wassertemperatur des Südatlantiks ist gewöhnlich 3 °C niedriger.
Zwischen 2001 und 2011 wurde hier ein internationales ATP-Tennisturnier ausgetragen. Am 6. Dezember 2013 fand in Costa do Sauípe die Auslosung der Gruppen zur FIFA Fußball-WM 2014 statt.